# Isekai Yururi Kikō
Isekai Yururi Kikō: Kosodate Shinagara Bōkensha Shimasu (異世界ゆるり紀行 ～子育てしながら冒険者します～?) conocida como A Journey Through Another World en inglés, es una serie de novelas ligeras japonesas escritas por Shizuru Minazuki e ilustradas por Yamakawa. Publicada originalmente en línea desde junio de 2016, AlphaPolis ha publicado dieciséis volúmenes de la serie desde abril de 2017. 
Una adaptación de manga ilustrada por Tomomi Mizuna comenzó a serializarse en línea a través del sitio web de manga de AlphaPolis en enero de 2018 y se recopiló en nueve volúmenes de tankōbon. El manga se publica digitalmente en inglés a través de Alpha Manga. Una adaptación de la serie de televisión de anime producida por EMT Squared se estrenó en julio a septiembre de 2024.

## Personajes
Takumi Kayano (茅野巧 Kayano Takumi?)
 Seiyū: Yusuke Shirai, Cuauhtémoc Miranda (español latino)
Allen (アレン Aren?)
 Seiyū: Aina Suzuki, Lucia Suárez (español latino)
Elena (エレナ Erena?)
 Seiyū: Miharu Hanai, Erika Langarica (español latino)
Sylphyleel (シルフィリール Shirufirīru?)
 Seiyū: Haruka Tomatsu, Luis Flores (español latino)

## Contenido de la obra

### Novela ligera
Fue escrito por Shizuru Minazuki, Isekai Yururi Kikō: Kosodate Shinagara Bōkensha Shimasu comenzó a serializarse en el sitio web de AlphaPolis el 2 de junio de 2016. AlphaPolis comenzó a publicarla como una novela ligera con ilustraciones de Yamakawa el 28 de abril de 2017. Se publicaron dieciséis volúmenes desde septiembre de 2023 hasta junio de 2024.

### Manga
Una adaptación de manga ilustrada por Tomomi Mizuna comenzó a serializarse en el sitio web de manga de AlphaPolis el 17 de enero de 2018. Se han lanzado nueve volúmenes hasta junio de 2024. El manga se publica digitalmente en inglés a través de Alpha Manga.

### Anime
El 30 de noviembre de 2023 se anunció una adaptación de la serie de televisión de anime. La serie está producida por EMT Squared y dirigida por Atsushi Nigorikawa, con Atsushi Maekawa a cargo de la composición de la serie, Yuki Nakano diseñando los personajes, Akinari Suzuki componiendo la música y Bros. Bird acreditado por la cooperación de producción. Se estrenará el 7 de julio de 2024 en TV Tokyo y otras cadenas. El tema de apertura, "Yururing Travel Days", es interpretado por Tebasaki Sensation, mientras que el tema de cierre, "MAKUAKE", es interpretado por Gohobi. Crunchyroll obtuvo la licencia de la serie fuera de Asia. Muse Communication obtuvo la licencia de la serie en el sudeste asiático.
El 18 de junio de 2024, Crunchyroll anunció que la serie había recibido un doblaje en español latino, la cual se estrenó el 7 de julio.